# Longwu
Zhu Yujian (朱聿鍵), Príncipe de Tang, fue el decimoctavo emperador de la dinastía Ming en China entre 1644 y 1645, con el nombre de Longwu ("Abundante y marcial"). Fue el segundo de los epígonos llamados Ming Meridionales, en oposición a otros dos pretendientes, el regente Zhu Changfang, Príncipe de Luh, que no llegó a proclamarse emperador (1645–1646), y Zhu Yihai, Príncipe de Lu, que se proclamó emperador con el nombre de Gengyin (1645–1655).

## Vida
Sucedió a su padre como Príncipe de Tang, en su feudo de la prefectura de Nanyang, en la provincia de Henan. En 1636 el emperador Chongzhen transfirió  sus títulos a su hermano menor Zhu Yumo (朱聿鏌) y le puso bajo arresto domiciliario en Fengyang. Sin embargo, en 1641 este último se suicidó cuando el rebelde Li Zicheng tomó Nanyang. Al suicidarse el emperador Chongzhen en 1644, su sucesor en el sur, Hongguang, liberó y restableció en la corte de Nanjing.
El caer la capital imperial ante los manchúes en junio de 1645, Zhu Yujian huyó a Hangzhou, y de allí pasó a Fuzhou, donde fue coronado emperador bajo el nombre de Longwu, a instancias de ciertos miembros del gobierno Ming. Longwu fue un hombre diligente con verdadero interés por las labores de gobierno que desempeñó su cargo con dignidad. Contrariamente a la costumbre china, no tuvo concubinas. Su única esposa, la emperatriz Xiaoyixiang, fue madre del príncipe heredero Zhuangjing.
Tras un comienzo prometedor, el aislamiento de Fujian, y la incapacidad de su gobierno para recabar apoyos políticos y militares condenaron su reinado. A finales del verano de 1646, las fuerzas Qing invadieron Fujian. El señor de la guerra Zheng Zhilong, principal sostén de Longwu, se rindió, mientras que su hijo, Zheng Chenggong, huyó con su flota. El emperador, inerme, fue capturado por los Qing e inmediatamente ejectuado.